# Suman (gastronomia)
Suman o budbud è una torta di riso originaria delle Filippine. È fatto con riso glutinoso cotto nel latte di cocco, spesso avvolto in foglie di banana, foglie di cocco o foglie di palma buli o buri (Corypha) per la cottura a vapore. Di solito si mangia cosparso di zucchero o carico di latik. Una variante diffusa del suman utilizza la manioca al posto del riso glutinoso.

## Varietà
Ci sono numerose varietà di suman, con quasi ogni città o località che ha la sua specialità. Alcuni sono descritti di seguito:
- Binuo (o Suman sa Binuo) – Una rara varietà di suman, il riso glutinoso viene ammollato, macinato, mescolato con latte di cocco e zucchero, avvolto nelle foglie della pianta Tagbak e cotto a vapore. Le foglie conferiscono a questa varietà di suman un sapore unicamente balsamico e menta, e il suman stesso è più gommoso delle varietà di riso integrale.
- Kurukod o kurukud - Un tipo di suman di manioca con un ripieno di cocco grattugiato zuccherato (bukayo).
- Suman sa Ibus (o semplicemente Ibus) – Una varietà onnipresente di suman nelle Filippine, il riso glutinoso viene lavato e poi mescolato con sale e latte di cocco. La miscela viene versata su contenitori a spirale prefabbricati di giovani foglie di palma chiamati Ibus o Ibos, e fissati con l'asta centrale della foglia. Questo viene poi cotto a vapore usando acqua mescolata con "luyang dilaw" (curcuma) — dandogli quel colore distintamente giallo—e servito con una miscela di cocco grattugiato e zucchero, o latik (ridurre il latte di cocco fino a formare grumi bianchi e cuocere a fuoco lento fino a doratura).
- Sumang Inantala - Gli ingredienti sono simili alla varietà Ibus, ma l'Inantala differisce in quanto la miscela stessa viene cotta e poi versata su un piccolo tappetino quadrato tagliato da foglie di banana.
- Sumang Kamoteng Kahoy – La manioca viene macinata finemente, mescolata con latte di cocco, zucchero, avvolta in foglie di banana e cotta al vapore.
- Suman sa Lihiya – Il riso glutinoso ammollato mescolato con latte di cocco viene trattato con liscivia, avvolto in foglie di banana e bollito per due ore. Viene servito soprattutto con una delle due varietà di latik: quello marrone che è stato scurito con una cottura prolungata e ha un sapore di cocco più forte o quello bianco che è più delicato. Conosciuto anche come Akap-akap dal modo in cui è impacchettato e venduto; di solito è venduto in coppia, da cui il nome.
- Sumang Inilonggo – Si riferisce a Biko in Hiligaynon/Ilonggo in contrapposizione al tradizionale suman.

## Galleria d'immagini

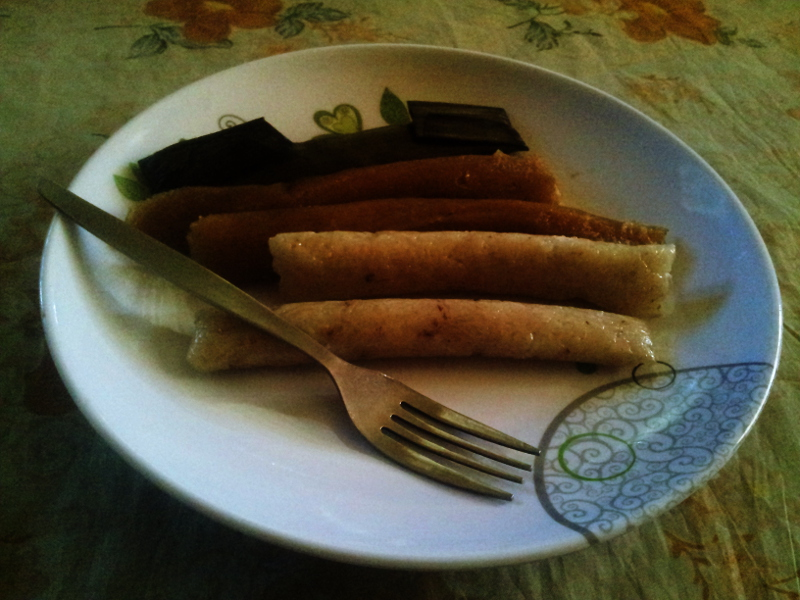
Due varietà di suman (riso glutinoso e manioca)
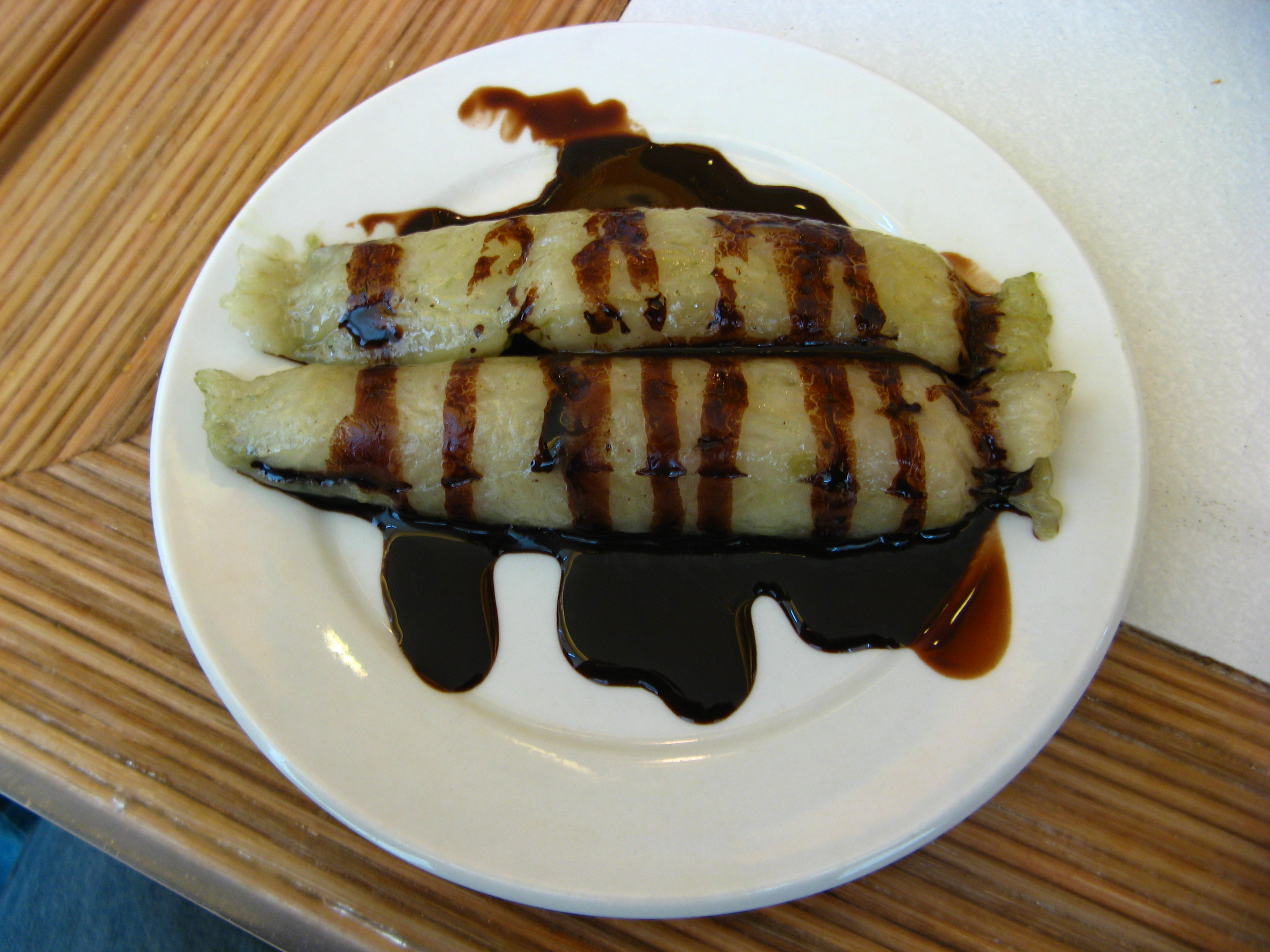
Sumang kamoteng kahoy (Cassava suman) soffocato in latík
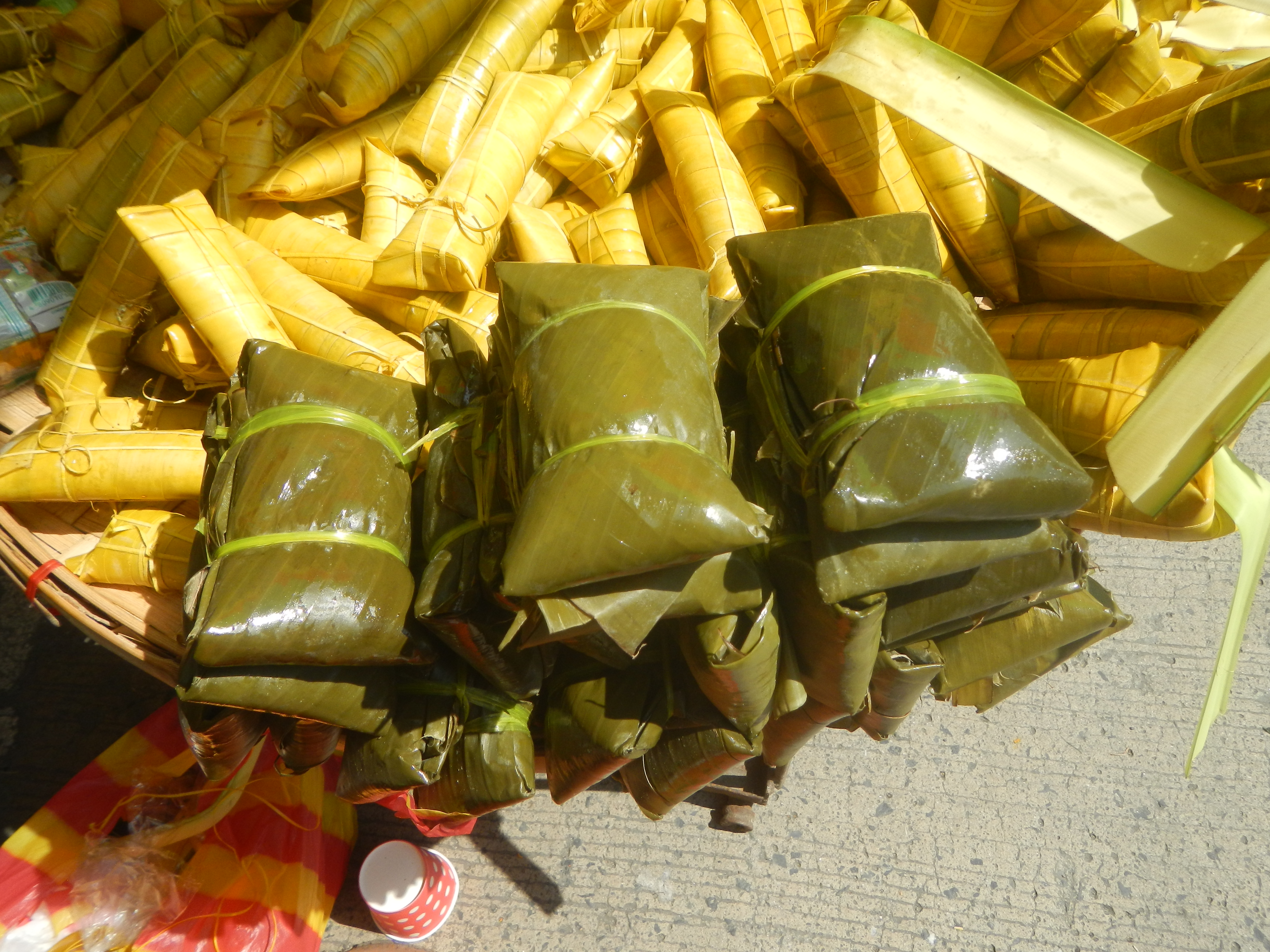
Suman sa Lihiya